# Thalasseleotris adela
Thalasseleotris adela är en fiskart som beskrevs av Douglass Fielding Hoese och Larson, 1987. Thalasseleotris adela ingår i släktet Thalasseleotris och familjen Eleotridae. Inga underarter finns listade i Catalogue of Life.